# Syfy
Syfy（原名Sci-Fi 頻道）是美國國家廣播公司(NBC)的一個有線電視頻道，於1992年9月24日開播。Syfy專門播放科幻、奇幻、驚悚、超自然等電視影集，製作播放的著名影集包括《太空無垠》（The Expanse）、《超越時間線》（Continuum）、2004年版本的《太空堡壘卡拉狄加》（Battlestar Galactica）、（Stargate）系列影集等，亦有播出世界摔角娛樂所屬節目SmackDown。Syfy一名於2009年7月7日開始採用。

## 歷史
1989年，佛羅里達州博卡拉頓，溝通律師Mitchell Rubenstein和他的妻子Laurie Silvers想出了科幻頻道的概念，並計劃在1990年12月開始廣播，但缺乏資源來實施。1992年3月，這個概念被USA電視台收購，當時是派拉蒙電影與環球影業之間的合資公司。該頻道被視為與經典電影和電視劇天生配合，這此作品在其兩個電影製作公司的保險庫中，包括環球影業的《Dracula》、《科學怪人》和羅德·塞林的電視劇《Night Gallery》，以及派拉蒙電影的《星際爭霸戰》。《星際爭霸戰》的創作者金·羅丹貝利和作家以撒·艾西莫夫是最初的諮詢委員會成員之一，但是在1992年9月24日終於啟播的時候，他們都已經去世了。Rubenstein回憶說：「在放映上做的第一件事是『獻給紀念以撒·艾西莫夫和金·羅丹貝利』。」伦纳德·尼莫伊是在曼哈頓的海登天文館（Hayden Planetarium）舉行該頻道啟播派對上的儀式主持。艾西莫夫的遺孀Janet和羅丹貝利的遺孀梅潔·巴瑞特都雙雙出席。電視網上廣播的第一個節目是電影《星球大戰》（1977年）。
1994年，派拉蒙電影被出售給Viacom，然後在下年Seagram公司收購了松下電器産業株式會社所控制的股份MCA公司（其中環球影業是一家子公司）。1997年，Viacom將其在USA電視台的股份出售給環球影業，環球影業在下一年便將所有的電視資產剝離至巴里·迪勒。三年後，迪勒將這些資產賣回環球影業， 當時是威望迪公司的子公司（當時被稱為威望迪環球）。威望迪公司的電影和電視製作和有線電視資產隨後在2004年與通用電氣的全國廣播公司（NBC）合併成NBC環球。
頻道的高清版本於2007年10月3日在DirecTV上推出。在2013年，Syfy被授予詹姆斯·蘭迪教育基金會的飛豬獎。

## 外部連結
- Official Site（页面存档备份，存于）
- Sci Fi charts its course for the future（页面存档备份，存于）, LA Times - Interview with Dave Howe

Template:Syfy電視節目 (播放中和即將播放)